# کلنیا (فیلم ۲۰۱۵)
کلنیا (به انگلیسی: Colonia) فیلم درام هیجان‌انگیز به کارگردانی فلوریان گالنبرگر است.

## داستان
فیلم در سال ۱۹۷۳ و حول کودتای شیلی رخ می‌دهد. لنا (با بازی اما واتسون) مهماندار هواپیمایی است که با نامزد خود دنیل (با بازی دانیل برول) زندگی می‌کند. هنگامی که دنیل در طی اعتراضات خیابانی به حکومت ژنرال آگوستو پینوشه، توسط سازمان مخفی DINA ربوده می‌شود، لنا سعی در نجات او دارد. در این مسیر لنا به مکانی مهر و موم شده به نام کلنیا دیگنیداد (به انگلیسی: Colonia Dignidad) می‌رسد. محلی که در واقع برای شکنجه سران در نظر گرفته شده‌است. حال لنا سعی دارد با ورود به این مکان، نقشه‌ای برای فرار نامزدش پیدا کند؛ لنا بعد از ورود به دیگنیداد نامزدش را پیدا می‌کند و لنا و نامزدش بعد از ۱۳۷ روز از طریق یک تونل مخفی که توسط شافر رئیس دیگنیداد درست شده‌است فرار می‌کنند و به سفارت آلمان می‌روند و مسئله را به سفیر می‌گویند و سفیر آن‌ها را به فرودگاه می‌برد تا آن‌ها را به آلمان بفرستد ولی سفیر در فرودگاه به آن‌ها خیانت می‌کند و آن‌ها را به شافر می‌فروشد؛ ولی چون لنا مهماندار است و یک دوست خلبان دارد فرار می‌کنند و سوار هواپیمای آن خلبان می‌شوند و به آلمان می‌روند.

## بازیگران
- اما واتسون در نقش لنا، دوست دختر دنیل
- دانیل برول در نقش دنیل
- مایکل نیکویست در نقش پاول شفر، رئیس کلنیا دیگنیداد
- ریچندا کری در نقش گیزلا
- ویکی کریپس در نقش ارزل
- وین ورنر
- مارتین وتکه
- جولین اوندن
- آگوست زیرنر
- سزار بوردون

## ساخت
در ۲۹ سپتامبر ۲۰۱۴، اعلام شد که اما واتسون و دانیل برول به عنوان یک زن و شوهر در فیلم آینده فلوریان گالنبرگر که بر اساس یک داستان واقعی نوشته شده‌است، حضور خواهند داشت. همچنین اعلام شد که تهیه‌کننده آن بنجامین هرمان و کلجا برانت نیز مدیر فیلمبرداری این اثر می‌باشد. در ۲۷ اکتبر، مایکل نیکویست در نقش پاول شفر به این فیلم پیوست. فیلمبرداری این فیلم در ۲ اکتبر ۲۰۱۴ در لوکزامبورگ آغاز شد، فیلمبرداری در لوکزامبورگ تا آخر ماه اکتبر به طول انجامید، و پس از آن تولید این فیلم در آلمان انجام شد که بیشتر آن در شهرهای مونیخ و برلین بود.

## پخش
کلنیا در جشنواره بین‌المللی فیلم تورنتو در ۱۳ سپتامبر ۲۰۱۵. برای اولین بار پخش شد. این فیلم همچنین در جشنواره بین‌المللی فیلم برلین در تاریخ ۱۲ فوریه ۲۰۱۶ به نمایش درآمد. این فیلم در آلمان در تاریخ ۱۸ فوریه سال ۲۰۱۶ منتشر شد. این فیلم در ایالات متحده و کانادا در ۱۵ آوریل سال ۲۰۱۶، که مصادف با ۲۶ امین تولد اما واتسون بود، منتشر شد.

## نقدها
در وب سایت Rotten Tomatoes فیلم دارای رتبه 26٪ بر اساس 47 نظر است. این فیلم امتیاز ۷٫۱ از ۱۰ را از ۴۱٬۳۷۶ رأی در وبسایت IMDB دریافت کرده‌است.

## جوایز
کلنیا همچنین نامزد 5 جایزه از جشنواره فیلم آلمان از جمله بهترین بازیگر نقش مکمل زن شد. 